# Липиничи
Липиничи (бел. Лі́пінічы) — деревня в Буда-Кошелёвском районе Гомельской области Беларуси. Административный центр Липиничского сельсовета.

## География

### Расположение
В 14 км на север от районного центра и железнодорожной станции Буда-Кошелёвская (на линии Жлобин — Гомель), 62 км от Гомеля.

### Гидрография
Река Глина (приток река Липа).

## Транспортная сеть
Транспортные связи по просёлочной, затем автомобильной дороге Чечерск — Буда-Кошелёво. Планировка состоит из длинной прямолинейной улицы с двумя переулками, ориентированной почти меридионально и застроенной двусторонне преимущественно деревянными домами усадебного типа.

## История
По письменным источникам известна с XV века как деревня в Речицком повете Минского воеводства Великого княжества Литовского, шляхетская собственность. Упоминается в 1503, 1526-27 годах в материалах о конфликтах между ВКЛ и Московским государством. В 1560 году упоминается в Актах Главного Литовского трибунала. В 1566 году земли Сарибавщина, приписанные к деревне Липиничи, переданы Борису Даниловичу. По описи 1567 года поместье Липиничи должно было выделять своих ополченцев для формирования вооруженных отрядов ВКЛ. В 40-х годах XVII века упомянута в инвентаре Гомельского староства.
После Раздела Речи Посполитой (1772 год) в составе Российской империи. С 1880 года действовал хлебозапасный магазин. По переписи 1897 года находились: церковно-приходская школа, хлебозапасный магазин, трактир. В 1909 году — 497 десятин земли, в Кошелёвской волости Рогачёвского уезда Могилёвской губернии.
В начале 1920-х годов для школы было выделено национализированное здание. Некоторое время после окончания учительской семинарии в деревенской школе работал будущий народный писатель и академик Академии наук БССР М. Т. Лыньков. Он же во время оккупации деревни германскими войсками в 1918 году был одним из организаторов партизанского отряда.
С 20 августа 1924 года центр Липиничского сельсовета Буда-Кошелёвского района Бобруйского, с 27 октября 1927 года Гомельского округов.
В 1929 году организован колхоз «Победа», работала кузница. Во время Великой Отечественной войны оккупанты сожгли 8 дворов, 77 жителей деревни погибли на фронте. Освобождена 28 ноября 1943 года. На фронтах и в партизанской борьбе погибли 303 жителя деревни и близлежащих населённых пунктов. В память о погибших в центре деревни установлена скульптура женщины с лавровым венком. В 1959 году центр колхоза «Заря». Размещались комбинат бытового обслуживания, Дом культуры, библиотека, отделение связи, фельдшерско-акушерский пункт, детский сад, магазин.
В состав Липиничского сельсовета входили до 1969 года посёлок Подясень, до 1982 года посёлок Пятидворка, до 1989 года посёлок Борок, до 1997 года посёлки Дубровка и Зелёная Роща — в настоящее время не существуют.

## Население

### Численность
- 2004 год — 68 хозяйств, 179 жителей.

### Динамика
- 1897 год — 67 дворов, 459 жителей (согласно переписи).
- 1909 год — 70 дворов 517 жителей.
- 1925 год — 122 двора.
- 1940 год — 328 жителей.
- 1959 год — 412 жителей (согласно переписи).
- 2004 год — 68 хозяйств, 179 жителей.

## Достопримечательность
- Памятник землякам, погибшим в Великой Отечественной войне

## Известные лица
- В. В. Крепостнов — лауреат Государственной премии Республики Беларусь.